# Translocación cromosómica

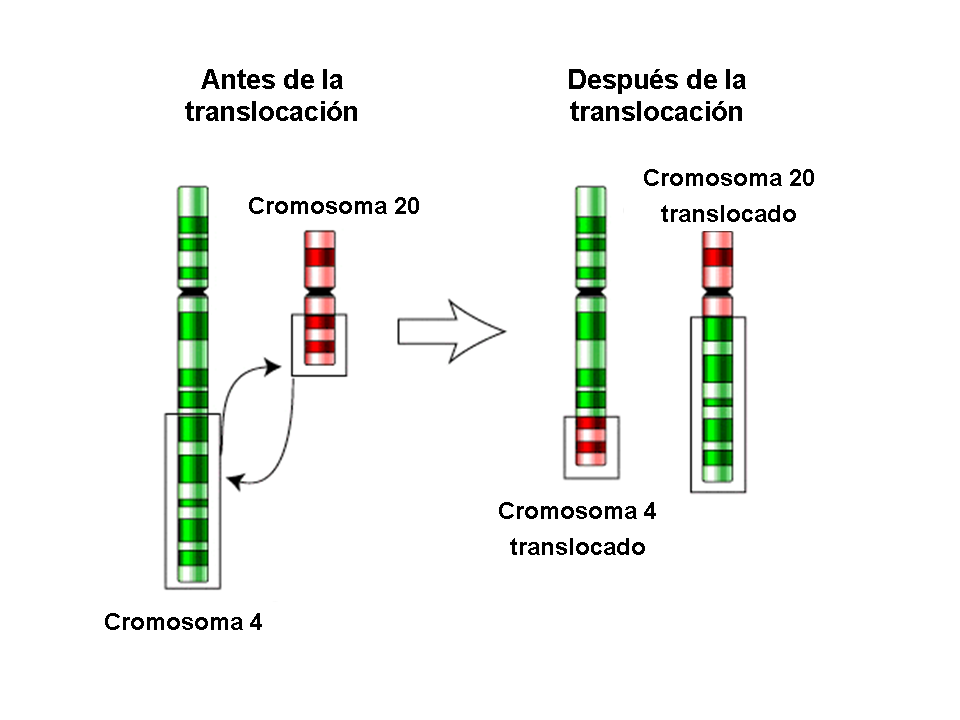
Translocación recíproca entre los cromosomas 4 y 20 en humanos.

En genética, una translocación cromosómica es el desplazamiento de un segmento de un cromosoma a un nuevo lugar en el genoma. El intercambio de segmento entre dos cromosomas no homólogos es una translocación recíproca. El modo más fácil para que ocurra esto es que los brazos de dos cromosomas no homólogos se aproximen de tal manera que se facilite el intercambio.
Si el intercambio incluye segmentos cromosómicos internos, se necesitan cuatro roturas, dos en cada cromosoma.
Las consecuencias genéticas de las traslocaciones recíprocas son similares a las de las inversiones. No hay perdida o ganancia de información genética; solo hay una reordenación del material genético. La presencia de una traslocación no afecta directamente a la viabilidad de los individuos que la llevan. Al igual que la inversión, una traslocación puede producir un efecto de posición, debido a que puede reubicar ciertos genes en relación con otros. Este intercambio puede dar lugar a nuevas relaciones de ligamiento que se pueden detectar experimentalmente.
Los homólogos heterocigotos para una traslocación recíproca presentan sinapsis complejas en la meiosis. El emparejamiento da lugar a una configuración en cruz. Como con las inversiones, en la meiosis también se producen gametos genéticamente desequilibrados como consecuencia de este alineamiento no usual. En el caso de las traslocaciones, los gametos aberrantes no son necesariamente la consecuencia del entrecruzamiento.
Cuando se incorporan en los gametos, los productos meióticos resultantes son genéticamente desequilibrados. Si participan en la fecundación, dan lugar muy a menudo a letalidad. Solo el 50% de los descendientes de padres heterocigóticos para una traslocación recíproca sobrevivirá. Esta situación (semiesterilidad) tiene gran impacto en la eficacia reproductora de los organismos, jugando así un papel en la evolución. En la especie humana, tal situación desequilibrada da lugar a monosomías o trisomías parciales, produciendo una serie de efectos de nacimiento.

## Tipos de translocaciones
- Translocación equilibrada: se produce cuando una región cromosómica cambia de posición en el genoma, pero el número de copias de dicha región se mantiene, es decir, no hay pérdidas ni ganancias en el intercambio de material genético. Los cromosomas obtenidos tras un proceso de translocación equilibrada se llaman cromosomas derivativos. El individuo tendrá un fenotipo aparentemente normal, sin embargo, un 5% de los portadores pueden presentar ciertas anomalías, como ocurre, por ejemplo, en los problemas de fertilidad causados por deleciones o duplicaciones. Las personas que tienen este tipo de translocaciones pueden o no estar afectadas (como en el caso de la leucemia mieloide crónica).

- Translocación desequilibrada: en este caso sí se produce un cambio en el número de copias, por tanto, ocurren pérdidas o ganancias de información genética a causa del intercambio cromosómico. En este caso se originarán manifestaciones fenotípicas problemáticas, como retrasos en el desarrollo o malformaciones. Por ejemplo, las dos copias del cromosoma 4 se mantienen intactas pero además encontramos un fragmento del cromosoma 4 en el cromosoma 14. En estos casos sí suele haber enfermedad.

- Translocación robertsoniana: en este tipo de translocación se forma un cromosoma con dos brazos cortos (brazo p) y otro con dos brazos largos (brazo q). El primero es tan pequeño que por norma general se termina perdiendo. Esto no suele tener mucha repercusión porque la información que codifican los brazos p de tan pequeño tamaño suele ser ADN ribosómico, el cual se codifica también en otros sitios del genoma.

## Translocaciones en la especie humana: el síndrome de Down familiar

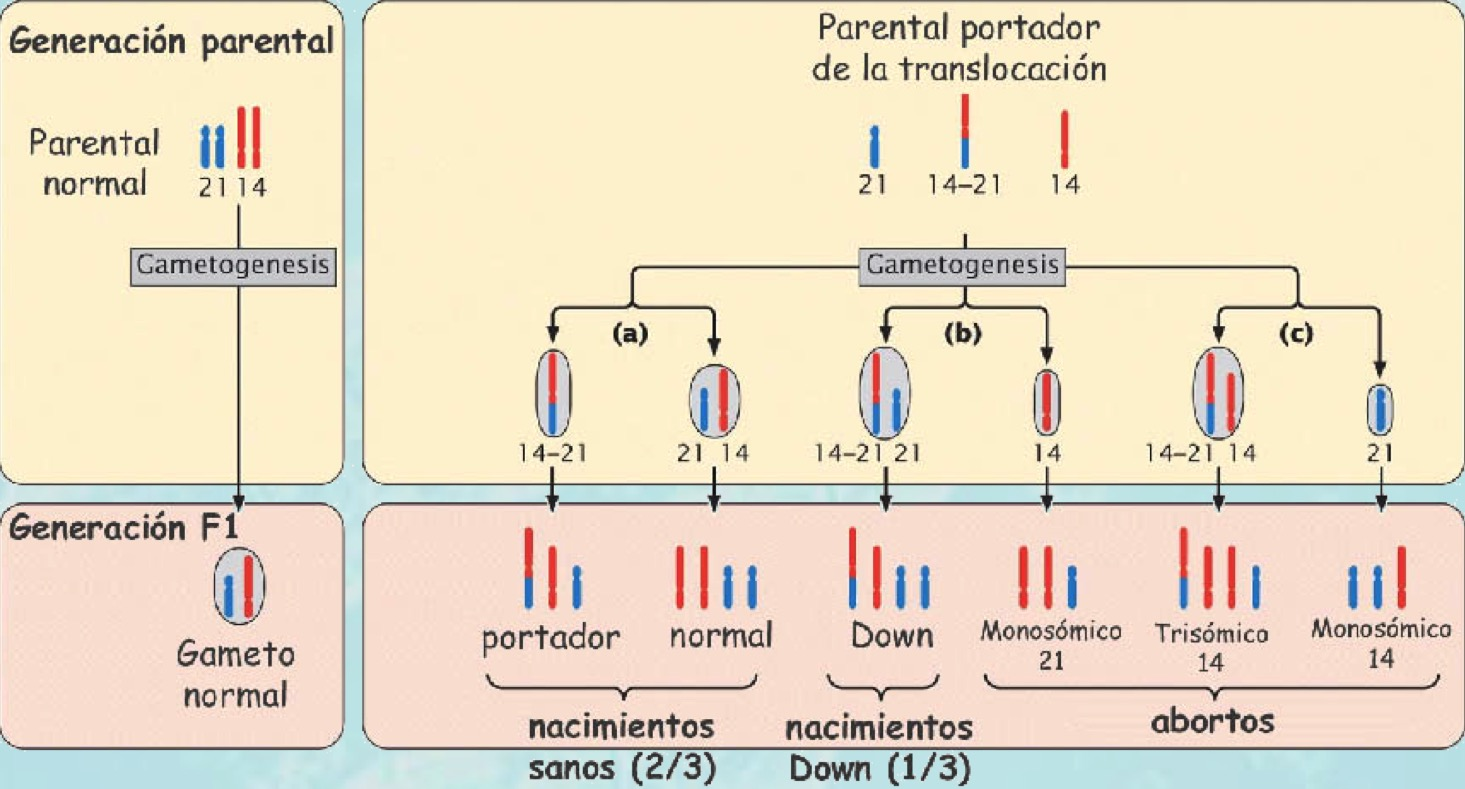
Cruce entre dos parentales (uno normal y otro portador de la traslocación) y su descendencia. Se observa cómo aquellos individuos que tienen la traslocación equilibrada serán normales y portarán la enfermedad, y aquellos que tengan gametos desequilibrados o aberrantes sí desarrollarán la enfermedad. Los puntos de color indican los resultados que se obtendrían si se hiciera un FISH en interfase empleando dos sondas fluorescentes distintas, una para el extremo del brazo q de cada par de cromosomas.

La translocación robertsoniana o fusión céntrica, implica roturas en el extremo final de los brazos cortos de dos cromosomas acrocéntricos no homólogos. Los pequeños fragmentos acéntricos se pierden y los segmentos cromosómicos grandes se fusionan por sus regiones centroméricas, dando lugar a un nuevo cromosoma grande, metacéntrico o submetacentrico.
Existen diversos mecanismos mediante los cuales dos cromosomas acrocéntricos dan lugar a un cromosoma meta o submetacéntrico (fusión) y el caso recíproco (Fisión). Una traslocación como esta explica los casos familiares en los que el síndrome de Down se hereda.
Los estudios citogenéticos de los padres y de sus descendientes en estos casos raros explican la causa del síndrome de Down familiar. Los análisis revelan que uno de los padres tiene una traslocación 14/21 D/G. Es decir, un padre tiene la mayor parte del cromosoma 21 del grupo G translocado al extremo del cromosoma 14 del grupo D. Este individuo es normal, aun cuando él o ella tengan 45 cromosomas.

## Ventajas evolutivas de las traslocaciones
Al igual que el caso de las inversiones, las traslocaciones tienen relevancia evolutiva. El caso más extremo de utilización de las traslocaciones como mecanismo de evolución, se produce en el género Oenothera, en el que los individuos son heterocigotos estructurales permanentes ya que todos los cromosomas están implicados en traslocaciones múltiples. En la meiosis de estos individuos se forma un único multivalente y sólo se forman dos tipos de gametos viables. Esto es posible a que por medio de traslocaciones múltiples se han llegado a formar dos grupos de cromosomas (Complejos C y Complejos R) de tal forma que cada cromosoma tiene los extremos de los brazos cromosómicos homólogos a los extremos de otros cromosomas distintos del otro grupo. La zona central no aparea nunca al ser muy pequeña o no tener homólogo en el otro complejo.

## Historia
La primera noticia que hay de este fenómeno proviene de Karl Sax en 1938 en la Universidad de Harvard. Allí, él publicó un artículo titulado 'Chromosome Aberrations Induced by X-rays' o 'Aberración de los Cromosomas inducido por los Rayos X'. Este demostró que la radiación podía afectar a los cromosomas mediante la translocación.